# Anja Duyck
Anja Duyck (8 oktober 1968) is een Belgisch voormalig volleybalster.

## Levensloop
Duyck is afkomstig uit Melle. Ze doorliep haar middelbaar onderwijs te Gent en studeerde vervolgens architectuur te Brugge. 
Duyck werd actief bij VC Melle, de club die werd opgestart door haar ouders. Vervolgens werd ze actief bij Rembert Torhout van 1988 tot 1990. Alwaar ze haar latere echtgenoot Sacha Koulberg leerde kennen. Vervolgens maakte Duyck de overstap naar VT Herentals en in 1994 naar Dauphines Charleroi. Na een seizoen bij deze club keerde ze terug naar Herentals. De laatste drie seizoenen van haar spelerscarrière bracht ze vervolgens opnieuw door bij Charleroi. In januari 2005 keerde ze kortstondig terug bij Charleroi.
Duyck werd zesmaal landskampioen met VT Herentals (1991, 1992, 1993, 1996, 1997 en 1999) en tweemaal bekerwinnaar (1993 en 1997). Ook won ze er eenmaal de Supercup (2000) en bereikte ze met Herentals in 1998-'99 als eerste Belgische vrouwenploeg de Final 4 in de CEV Cup. Met Dauphines Charleroi won ze eenmaal de Beker van België (1995) en tweemaal de Supercup (2001 en 2002). Ook werd ze viermaal verkozen tot Speelster van het Jaar (1993, 1994, 1996 en 1999). Na haar spelerscarrière was Duyck onder meer actief als coach bij VC Oudegem. Met deze club won ze in seizoen 2012-'13 de Beker van België.
Ook was ze actief in het beachvolleybal. In deze discipline werd ze samen met Ulrike Deforce tweemaal Belgisch kampioene (1997 & 1998).
Haar echtgenoot en dochter Anna zijn eveneens actief in het volleybal.